# Tumblr
Тамблер (енгл. Tumblr) је блог платформа која омогућава корисницима да објављују текстове, слике, видео записе, линкове и цитате на својим тамблоговима. Корисници су у могућности да „прате“ тамблогове других корисника, као и да виде њихов садржај на својој контролној табли.

## Функције
Тамблер ставља нагласак на лакоћу коришћења. Потребно је само 30 секунди да бисте се пријавили.
Корисници „прати“ остале тамблогове, и слично као на Твитеру, новости се појављују на контролној табли. Интерфејс је такав да корисници могу да „воле“ или поново објаве нечији пост на свом тамблогу. Остале тамблогове које корисник одржава налазе се са десне стране интерфејса, заједно са статистиком као и тамблеритијем.

## Историја
Дејвид Карп је основао Тамблер 2007. године уз помоћ главног програмера Марка Армента. Недуго након оснивања, 75.000 постојећих микроблогера прешло је на ову платформу, и отад је Тамблер добио више од 800.000 нових корисника који одржавају више од милион тамблогова. Неки од најпознатијих корисника Тамблера су Џон Леџенд и Лејди Гага.